# Velká cena Austrálie silničních motocyklů 2008
Velká cena Austrálie silničních motocyklů 2008 se uskutečnila od 3.-5. října, 2008 na okruhu Phillip Island Grand Prix Circuit.

## MotoGP
Už osminásobný světový šampión Valentino Rossi přijel do Austrálie vyhrát a tím poděkovat týmu za letošní odvedenou práci. Loňské vítězství obhajoval domácí jezdec Casey Stoner, který se na Phillip Island vrátil před domácí fanoušky již bez titulu. Okruh patří mezi nejrychlejší a nejoblíbenější v kalendáři.
Valentino Rossi měl po závodě v Motegi poprvé osedlat stroj na příští sezónu Yamaha M1. Kvůli dešti však byl test zrušen a jediný kdo se objevil na trati byl Daniel Pedrosa. Odjel 22 kol s nejrychlejším časem 1:48.110.
Před Velkou cenou Austrálie byla potvrzena zásadní změna pravidel. Příští rok by měl obouvat všechny jezdce MotoGP jediný dodavatel firma Bridgestone. Nová pravidla vyvolala spoustu negativních reakcí.

### Kvalifikace
| *                                               | *                                                 | *                                                |
| _______1_______ Casey Stoner Ducati 1:28.665    |                                                   |                                                  |
|                                                 | _______2_______ Jorge Lorenzo Yamaha 1:28.734     |                                                  |
|                                                 |                                                   | _______3_______ Nicky Hayden Honda 1:28.756      |
| _______4_______ Randy de Puniet Honda 1:28.808  |                                                   |                                                  |
|                                                 | _______5_______ James Toseland Yamaha 1:29.031    |                                                  |
|                                                 |                                                   | _______6_______ Daniel Pedrosa Honda 1:29.277    |
| _______7_______ Colin Edwards Yamaha 1:29.513   |                                                   |                                                  |
|                                                 | _______8_______ Andrea Dovizioso Honda 1:29.558   |                                                  |
|                                                 |                                                   | _______9_______ Shinya Nakano Honda 1:29.710     |
| _______10_______ Alex de Angelis Honda 1:29.925 |                                                   |                                                  |
|                                                 | _______11_______ Loris Capirossi Suzuki 1:29.942  |                                                  |
|                                                 |                                                   | _______12_______ Valentino Rossi Yamaha 1:30.014 |
| _______13_______ Toni Elias Ducati 1:30.202     |                                                   |                                                  |
|                                                 | _______14_______ Sylvain Guintoli Ducati 1:30.297 |                                                  |
|                                                 |                                                   | _______15_______ Chris Vermeulen Suzuki 1:30.545 |
| _______16_______ John Hopkins Kawasaki 1:31.157 |                                                   |                                                  |
|                                                 | _______17_______ Marco Melandri Ducati 1:31.939   |                                                  |
|                                                 |                                                   | _______18_______ Anthony West Kawasaki 1:31.995  |
| ----------------------------------------------- | ------------------------------------------------- | ------------------------------------------------ |

### Závod
| Pozice | #  | Jezdec           | Stroj    | Kola | Čas       | Rošt | Body |
| ------ | -- | ---------------- | -------- | ---- | --------- | ---- | ---- |
| 1      | 1  | Casey Stoner     | Ducati   | 27   | 40:56.643 | 1    | 25   |
| 2      | 46 | Valentino Rossi  | Yamaha   | 27   | +6.504    | 12   | 20   |
| 3      | 69 | Nicky Hayden     | Honda    | 27   | +7.205    | 3    | 16   |
| 4      | 48 | Jorge Lorenzo    | Yamaha   | 27   | +11.500   | 2    | 13   |
| 5      | 56 | Shinya Nakano    | Honda    | 27   | +11.914   | 9    | 11   |
| 6      | 52 | James Toseland   | Yamaha   | 27   | +12.243   | 5    | 10   |
| 7      | 4  | Andrea Dovizioso | Honda    | 27   | +12.780   | 8    | 9    |
| 8      | 5  | Colin Edwards    | Yamaha   | 27   | +25.920   | 7    | 8    |
| 9      | 14 | Randy de Puniet  | Honda    | 27   | +26.037   | 4    | 7    |
| 10     | 65 | Loris Capirossi  | Suzuki   | 27   | +26.799   | 11   | 6    |
| 11     | 24 | Toni Elias       | Ducati   | 27   | +27.027   | 13   | 5    |
| 12     | 13 | Anthony West     | Kawasaki | 27   | +47.808   | 18   | 4    |
| 13     | 21 | John Hopkins     | Kawasaki | 27   | +48.333   | 16   | 3    |
| 14     | 50 | Sylvain Guintoli | Ducati   | 27   | +48.899   | 14   | 2    |
| 15     | 7  | Chris Vermeulen  | Suzuki   | 27   | +48.935   | 15   | 1    |
| 16     | 33 | Marco Melandri   | Ducati   | 27   | +1:11.767 | 17   |      |
| Ret    | 15 | Alex de Angelis  | Honda    | 0    | Nehoda    | 10   |      |
| Ret    | 2  | Daniel Pedrosa   | Honda    | 0    | Nehoda    | 6    |      |

### Průběžná klasifikace jezdců a týmů
| Pos | #  | Jezdec           | Stroj  | Body |
| --- | -- | ---------------- | ------ | ---- |
| 1   | 46 | Valentino Rossi  | Yamaha | 332  |
| 2   | 1  | Casey Stoner     | Ducati | 245  |
| 3   | 2  | Daniel Pedrosa   | Honda  | 209  |
| 4   | 48 | Jorge Lorenzo    | Yamaha | 182  |
| 5   | 4  | Andrea Dovizioso | Honda  | 145  |
| 6   | 69 | Nicky Hayden     | Honda  | 131  |
| 7   | 5  | Colin Edwards    | Yamaha | 126  |
| 8   | 7  | Chris Vermeulen  | Suzuki | 118  |
| 9   | 56 | Shinya Nakano    | Honda  | 106  |
| 10  | 65 | Loris Capirossi  | Suzuki | 102  |

| Pos | Tým                     | Továrna  | Body |
| --- | ----------------------- | -------- | ---- |
| 1   | Fiat Yamaha Team        | Yamaha   | 514  |
| 2   | Repsol Honda Team       | Honda    | 342  |
| 3   | Ducati Marlboro Team    | Ducati   | 296  |
| 4   | Rizla Suzuki MotoGP     | Suzuki   | 240  |
| 5   | Tech 3 Yamaha           | Yamaha   | 226  |
| 6   | San Carlo Honda Gresini | Honda    | 162  |
| 7   | Alice Team              | Ducati   | 152  |
| 8   | JiR Team Scot MotoGP    | Honda    | 140  |
| 9   | Kawasaki Racing Team    | Kawasaki | 101  |
| 10  | LCR Honda MotoGP        | Honda    | 54   |

| Pos | Továrna  | Body |
| --- | -------- | ---- |
| 1   | Yamaha   | 355  |
| 2   | Ducati   | 286  |
| 3   | Honda    | 275  |
| 4   | Suzuki   | 165  |
| 5   | Kawasaki | 81   |

## 250cc

### Kvalifikace
| *                                                | *                                                  | *                                                  | *                                                   |
| _______1_______ Marco Simoncelli Gilera 1:32.075 |                                                    |                                                    |                                                     |
|                                                  | _______2_______ Mika Kallio KTM 1:32.862           |                                                    |                                                     |
|                                                  |                                                    | _______3_______ Alvaro Bautista Aprilia 1:32.917   |                                                     |
|                                                  |                                                    |                                                    | _______4_______ Hiroshi Aoyama KTM 1:33.048         |
| _______5_______ Hector Faubel Aprilia 1:33.167   |                                                    |                                                    |                                                     |
|                                                  | _______6_______ Julian Simon KTM 1:33.250          |                                                    |                                                     |
|                                                  |                                                    | _______7_______ Yuki Takahashi Honda 1:33.294      |                                                     |
|                                                  |                                                    |                                                    | _______8_______ Alex Debon Aprilia 1:33.349         |
| _______9_______ Aleix Espargaro Aprilia 1:33.368 |                                                    |                                                    |                                                     |
|                                                  | _______10_______ Mattia Pasini Aprilia 1:33.376    |                                                    |                                                     |
|                                                  |                                                    | _______11_______ Roberto Locatelli Gilera 1:33.508 |                                                     |
|                                                  |                                                    |                                                    | _______12_______ Ratthapark Wilairot Honda 1:33.538 |
| _______13_______ Fabrizio Lai Gilera 1:33.696    |                                                    |                                                    |                                                     |
|                                                  | _______14_______ Lukáš Pešek Aprilia 1:33.871      |                                                    |                                                     |
|                                                  |                                                    | _______15_______ Federico Sandi Aprilia 1:34.544   |                                                     |
|                                                  |                                                    |                                                    | _______16_______ Imre Toth Aprilia 1:34.997         |
| _______17_______ Karel Abraham Aprilia 1:35.464  |                                                    |                                                    |                                                     |
|                                                  | _______18_______ Alex Baldolini Aprilia 1:36.036   |                                                    |                                                     |
|                                                  |                                                    | _______19_______ Manuel Hernandez Aprilia 1:36.116 |                                                     |
|                                                  |                                                    |                                                    | _______20_______ Daniel Arcas Aprilia 1:36.921      |
| _______21_______ Simone Grotzkyj Gilera 1:37.006 |                                                    |                                                    |                                                     |
|                                                  | _______22_______ Doni Tata Pradita Yamaha 1:37.050 |                                                    |                                                     |
| ------------------------------------------------ | -------------------------------------------------- | -------------------------------------------------- | --------------------------------------------------- |

### Závod
| Pozice | #  | Jezdec              | Stroj   | Kola | Čas       | Rošt | Body |
| ------ | -- | ------------------- | ------- | ---- | --------- | ---- | ---- |
| 1      | 1  | Marco Simoncelli    | Gilera  | 25   | 39:02.553 | 1    | 25   |
| 2      | 19 | Alvaro Bautista     | Aprilia | 25   | +0.223    | 3    | 20   |
| 3      | 36 | Mika Kallio         | KTM     | 25   | +14.450   | 2    | 16   |
| 4      | 60 | Julian Simon        | KTM     | 25   | +14.478   | 6    | 13   |
| 5      | 6  | Alex Debon          | Aprilia | 25   | +26.226   | 8    | 11   |
| 6      | 15 | Roberto Locatelli   | Gilera  | 25   | +26.392   | 11   | 10   |
| 7      | 72 | Yuki Takahashi      | Honda   | 25   | +26.434   | 7    | 9    |
| 8      | 41 | Aleix Espargaro     | Aprilia | 25   | +40.546   | 9    | 8    |
| 9      | 14 | Ratthapark Wilairot | Honda   | 25   | +1:00.219 | 12   | 7    |
| 10     | 32 | Fabrizio Lai        | Gilera  | 25   | +1:20.825 | 13   | 6    |
| 11     | 17 | Karel Abraham       | Aprilia | 25   | +1:22.802 | 17   | 5    |
| 12     | 25 | Alex Baldolini      | Aprilia | 25   | +1:22.864 | 18   | 4    |
| 13     | 10 | Imre Toth           | Aprilia | 25   | +1:23.995 | 16   | 3    |
| 14     | 52 | Lukáš Pešek         | Aprilia | 25   | +1:39.740 | 14   | 2    |
| 15     | 35 | Simone Grotzkyj     | Aprilia | 24   | +1 kolo   | 21   | 1    |
| 16     | 92 | Daniel Arcas        | Aprilia | 24   | +1 kolo   | 20   |      |
| 17     | 45 | Doni Tata Pradita   | Yamaha  | 24   | +1 kolo   | 22   |      |
| Ret    | 4  | Hiroshi Aoyama      | KTM     | 15   | Porucha   | 4    |      |
| Ret    | 75 | Mattia Pasini       | Aprilia | 15   | Nehoda    | 10   |      |
| Ret    | 55 | Hector Faubel       | Aprilia | 4    | Nehoda    | 5    |      |
| Ret    | 90 | Federico Sandi      | Aprilia | 1    | Nehoda    | 15   |      |
| Ret    | 43 | Manuel Hernandez    | Aprilia | 1    | Porucha   | 19   |      |

### Průběžná klasifikace jezdců a týmů
| Pos | #  | Jezdec           | Stroj   | Body |
| --- | -- | ---------------- | ------- | ---- |
| 1   | 58 | Marco Simoncelli | Gilera  | 240  |
| 2   | 19 | Alvaro Bautista  | Aprilia | 203  |
| 3   | 36 | Mika Kallio      | KTM     | 191  |
| 4   | 6  | Alex Debon       | Aprilia | 166  |
| 5   | 21 | Hector Barbera   | Aprilia | 142  |
| 6   | 72 | Yuki Takahashi   | Honda   | 134  |
| 7   | 75 | Mattia Pasini    | Aprilia | 125  |
| 8   | 60 | Julian Simon     | KTM     | 109  |
| 9   | 4  | Hiroshi Aoyama   | KTM     | 108  |
| 10  | 12 | Thomas Lüthi     | Aprilia | 95   |

| Pos | Továrna | Body |
| --- | ------- | ---- |
| 1   | Aprilia | 302  |
| 2   | Gilera  | 259  |
| 3   | KTM     | 214  |
| 4   | Honda   | 141  |
| 5   | Yamaha  | 1    |

## 125cc

### Kvalifikace
| *                                                   | *                                                  | *                                               | *                                                 |
| _______1_______ Mike Di Meglio Derbi 1:37.553       |                                                    |                                                 |                                                   |
|                                                     | _______2_______ Bradley Smith Aprilia 1:37.791     |                                                 |                                                   |
|                                                     |                                                    | _______3_______ Stefan Bradl Aprilia 1:38.034   |                                                   |
|                                                     |                                                    |                                                 | _______4_______ Nicolas Terol Aprilia 1:38.110    |
| _______5_______ Andrea Iannone Aprilia 1:38.242     |                                                    |                                                 |                                                   |
|                                                     | _______6_______ Sandro Cortese Aprilia 1:38.361    |                                                 |                                                   |
|                                                     |                                                    | _______7_______ Raffaele de Rosa KTM 1:38.473   |                                                   |
|                                                     |                                                    |                                                 | _______8_______ Simone Corsi Aprilia 1:38.476     |
| _______9_______ Gábor Talmácsi Aprilia 1:38.501     |                                                    |                                                 |                                                   |
|                                                     | _______10_______ Dominique Aegerter Derbi 1:38.600 |                                                 |                                                   |
|                                                     |                                                    | _______11_______ Scott Redding Aprilia 1:38.767 |                                                   |
|                                                     |                                                    |                                                 | _______12_______ Marc Marquez KTM 1:38.822        |
| _______13_______ Stevie Bonsey Aprilia 1:38.848     |                                                    |                                                 |                                                   |
|                                                     | _______14_______ Sergio Gadea Aprilia 1:38.864     |                                                 |                                                   |
|                                                     |                                                    | _______15_______ Pol Espargaro Derbi 1:38.928   |                                                   |
|                                                     |                                                    |                                                 | _______16_______ Pablo Nieto KTM 1:38.935         |
| _______17_______ Esteve Rabat KTM 1:38.986          |                                                    |                                                 |                                                   |
|                                                     | _______18_______ Joan Olive Derbi 1:39.109         |                                                 |                                                   |
|                                                     |                                                    | _______19_______ Lorenzo Zanetti KTM 1:39.688   |                                                   |
|                                                     |                                                    |                                                 | _______20_______ Randy Krummenacher KTM 1:39.860  |
| _______21_______ Hugo van den Berg Aprilia 1:39.960 |                                                    |                                                 |                                                   |
|                                                     | _______22_______ Alexis Masbou Loncin 1:39.969     |                                                 |                                                   |
|                                                     |                                                    | _______23_______ Robin Lasser Aprilia 1:40.163  |                                                   |
|                                                     |                                                    |                                                 | _______24_______ Robert Muresan Aprilia 1:40.352  |
| _______25_______ Efren Vazquez Aprilia 1:40.441     |                                                    |                                                 |                                                   |
|                                                     | _______26_______ Takaaki Nakagami Aprilia 1:40.480 |                                                 |                                                   |
|                                                     |                                                    | _______27_______ Jules Cluzel Loncin 1:41.365   |                                                   |
|                                                     |                                                    |                                                 | _______28_______ Bastien Chesaux Aprilia 1:41.473 |
| _______29_______ Marco Ravaioli Aprilia 1:41.477    |                                                    |                                                 |                                                   |
|                                                     | _______30_______ Adrian Martin Aprilia 1:41.694    |                                                 |                                                   |
|                                                     |                                                    | _______31_______ Cyril Carrillo Honda 1:41.821  |                                                   |
|                                                     |                                                    |                                                 | _______32_______ Enrique Jerez KTM 1:41.856       |
| _______33_______ Jed Metcher Honda 1:42.805         |                                                    |                                                 |                                                   |
|                                                     | _______34_______ Rhys Moller Honda 1:43.802        |                                                 |                                                   |
|                                                     |                                                    | _______35_______ Brad Gross Yamaha 1:43.946     |                                                   |
| --------------------------------------------------- | -------------------------------------------------- | ----------------------------------------------- | ------------------------------------------------- |

### Závod
| Pozice | #  | Jezdec             | Stroj   | Kola | Čas             | Rošt | Body |
| ------ | -- | ------------------ | ------- | ---- | --------------- | ---- | ---- |
| 1      | 63 | Mike Di Meglio     | Derbi   | 23   | 37:55.589       | 1    | 25   |
| 2      | 17 | Stefan Bradl       | Aprilia | 23   | +10.255         | 3    | 20   |
| 3      | 1  | Gábor Talmácsi     | Aprilia | 23   | +13.106         | 9    | 16   |
| 4      | 29 | Andrea Iannone     | Aprilia | 23   | +13.149         | 5    | 13   |
| 5      | 44 | Pol Espargaro      | Derbi   | 23   | +26.796         | 15   | 11   |
| 6      | 11 | Sandro Cortese     | Aprilia | 23   | +27.123         | 6    | 10   |
| 7      | 12 | Esteve Rabat       | KTM     | 23   | +27.181         | 17   | 9    |
| 8      | 24 | Simone Corsi       | Aprilia | 23   | +27.871         | 8    | 8    |
| 9      | 93 | Marc Marquez       | KTM     | 23   | +28.287         | 12   | 7    |
| 10     | 45 | Scott Redding      | Aprilia | 23   | +35.087         | 11   | 6    |
| 11     | 7  | Efren Vazquez      | Aprilia | 23   | +57.392         | 25   | 5    |
| 12     | 8  | Lorenzo Zanetti    | KTM     | 23   | +57.413         | 19   | 4    |
| 13     | 22 | Pablo Nieto        | KTM     | 23   | +57.451         | 16   | 3    |
| 14     | 6  | Joan Olive         | Derbi   | 23   | +57.539         | 18   | 2    |
| 15     | 21 | Robin Lasser       | Aprilia | 23   | +1:06.318       | 23   | 1    |
| 16     | 72 | Marco Ravaioli     | Aprilia | 23   | +1:06.320       | 29   |      |
| 17     | 26 | Adrian Martin      | Aprilia | 23   | +1:42.441       | 30   |      |
| 18     | 36 | Cyril Carrillo     | Honda   | 23   | +1:42.455       | 31   |      |
| 19     | 28 | Enrique Jerez      | KTM     | 23   | +1:43.792       | 32   |      |
| 20     | 91 | Jed Metcher        | Honda   | 22   | +1 kolo         | 33   |      |
| 21     | 34 | Randy Krummenacher | KTM     | 21   | +2 kola         | 20   |      |
| Ret    | 38 | Bradley Smith      | Aprilia | 21   | Nehoda          | 2    |      |
| Ret    | 48 | Bastien Chesaux    | Aprilia | 14   | Následky nehody | 28   |      |
| Ret    | 33 | Sergio Gadea       | Aprilia | 13   | Porucha         | 14   |      |
| Ret    | 51 | Stevie Bonsey      | Aprilia | 12   | Porucha         | 13   |      |
| Ret    | 70 | Rhys Moller        | Honda   | 10   | Nehoda          | 34   |      |
| Ret    | 16 | Jules Cluzel       | Loncin  | 8    | Nehoda          | 27   |      |
| Ret    | 46 | Brad Gross         | Yamaha  | 8    | Porucha         | 35   |      |
| Ret    | 56 | Hugo van den Berg  | Aprilia | 7    | Nehoda          | 21   |      |
| Ret    | 95 | Robert Muresan     | Aprilia | 2    | Nehoda          | 24   |      |
| Ret    | 35 | Raffaele de Rosa   | KTM     | 2    | Nehoda          | 7    |      |
| Ret    | 5  | Alexis Masbou      | Loncin  | 1    | Následky nehody | 22   |      |
| Ret    | 18 | Nicolas Terol      | Aprilia | 1    | Následky nehody | 4    |      |
| Ret    | 73 | Takaaki Nakagami   | Aprilia | 0    | Kolize          | 26   |      |
| Ret    | 77 | Dominique Aegerter | Derbi   | 0    | Nehoda          | 10   |      |

### Průběžná klasifikace jezdců a týmů
| Pos | #  | Jezdec         | Stroj   | Body |
| --- | -- | -------------- | ------- | ---- |
| 1   | 63 | Mike Di Meglio | Derbi   | 237  |
| 2   | 17 | Stefan Bradl   | Aprilia | 187  |
| 3   | 24 | Simone Corsi   | Aprilia | 184  |
| 4   | 1  | Gábor Talmácsi | Aprilia | 181  |
| 5   | 18 | Nicolas Terol  | Aprilia | 149  |
| 6   | 6  | Joan Olive     | Derbi   | 133  |
| 7   | 38 | Bradley Smith  | Aprilia | 117  |
| 8   | 11 | Sandro Cortese | Aprilia | 117  |
| 9   | 44 | Pol Espargaro  | Derbi   | 114  |
| 10  | 45 | Scott Redding  | Aprilia | 97   |

| Pos | Továrna | Body |
| --- | ------- | ---- |
| 1   | Aprilia | 351  |
| 2   | Derbi   | 292  |
| 3   | KTM     | 109  |
| 4   | Honda   | 3    |
| 5   | Loncin  | 2    |

| Předchozí Velká cena: Velká cena Japonska 2008 | Mistrovství světa silničních motocyklů 2008 | Následující Velká cena: Velká cena Malajsie 2008 |
| Předchozí ročník: Velká cena Austrálie 2007    | Velká cena Austrálie                        | Následující ročník: Velká cena Austrálie 2009    |